# Pseudoscorpiones
Ordre
Classification phylogénétique
- Cuticulates
  - Gastrotriches
  - Ecdysozoaires
    - Panarthropodes
      - Onychophores
      - Tardigrades
      - Euarthropodes
        - Chélicériformes
          - Pycnogonides
          - Chélicérates
            - Mérostomes
            - Arachnides
              - Arthrogastres
                - Scorpionides
                - Opiliones
                - Pseudoscorpionida

              - Hologastres
                - Araneides
                - Acariens

        - Mandibulates
          - Myriapodes
          - Pancrustacés
            - Rémipèdes
            - Céphalocarides
            - Maxillopodes
            - Branchiopodes
            - Malacostracés
            - Hexapodes

    - Introvertés

Les Pseudoscorpions (Pseudoscorpionida, Pseudoscorpiones ou Chelonethida), connus également sous le nom de « faux scorpions » ou chernètes, sont un ordre d'arachnides. Le pseudoscorpion ne possède pas la fameuse queue du scorpion,.

## Morphologie
Leur taille varie entre deux et huit millimètres de long.
Les pseudoscorpions sont de petits arthropodes qui ressemblent à des scorpions, avec un corps en deux parties, aplati et en forme de poire. Ils possèdent huit pattes de cinq segments et des yeux simples pouvant être au nombre de deux ou quatre, parfois zéro. La couleur du corps peut aller du jaune foncé au brun sombre, avec une paire de « pinces » de couleur très différente de celle du corps. Ces « pinces » semblables à celles des scorpions sont de très longs pédipalpes. Contrairement aux scorpions, ils ne possèdent cependant pas de queue terminée par un aiguillon : l'arrière du corps est court et arrondi chez les pseudoscorpions.
La partie mobile des pinces contient une glande à venin qui leur sert à immobiliser leurs minuscules proies. Les pseudoscorpions ne peuvent pas mordre : pour digérer leurs proies, ils injectent par la bouche un liquide contenant des enzymes digestives. C'est donc une digestion externe au terme de laquelle ils aspirent le liquide obtenu.
Ils produisent de la soie à partir d'une glande dont le canal débouche au niveau des chélicères, pour fabriquer un cocon en forme de disque qui leur permet de s'accoupler, de muer ou d'hiberner.

## Reproduction
Pendant la parade nuptiale très élaborée, comme chez les scorpions, les mâles entraînent les femelles à l'aide de leurs pinces pour les amener sur le spermatophore qu'ils ont au préalable déposé sur le sol. La femelle transporte les œufs dans une poche incubatrice ventrale. Après leur éclosion, les petits, comme chez les aranéides, vivent sur le dos de leur mère, mais pendant une courte période seulement. Il peut y avoir une douzaine d'éclosions par portée et il peut y avoir plus d'une portée par an.

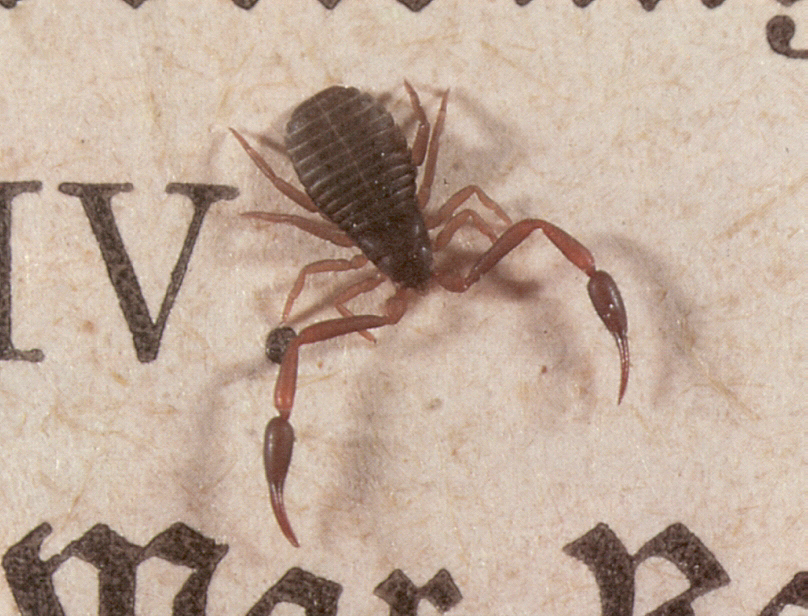
Chelifer cancroides, une espèce commune dans les foyers.

 Les jeunes passent par trois stades juvéniles et donc effectuent trois mues avant d'atteindre le stade adulte. Les adultes peuvent vivre deux à trois ans. Dans la nature, ils sont actifs pendant la belle saison et hibernent dans leur cocon durant l'hiver.

## Alimentation
Les pseudoscorpions sont en général très utiles aux humains car ils sont prédateurs de nos arthropodes commensaux (larves d'acariens, de psocoptères et de mouches). Ils sont aussi les prédateurs de collemboles, fourmis, guêpes, abeilles, centipèdes et mille-pattes.

## Comportement
Ils sont inoffensifs, mais sont rarement vus du fait de leur petite taille. Ils entrent dans les maisons accrochés à des insectes ou au bois de chauffage. Ils sont souvent observés dans les salles de bains et les buanderies car ils recherchent les endroits humides. On les trouve parfois mangeant des larves d'acariens sous les élytres de certains coléoptères. Ces arachnides ne se déplacent pas très rapidement, c'est pourquoi ils s'accrochent à des mouches, des coléoptères, même à des petits animaux comme des oiseaux comme moyen de transport. Dans la nature, en dehors des biotopes bien trop froids dans les déserts d'Arctique et d'Antarctique, nous les trouvons un peu partout, y compris dans des milieux chauds et arides (Namibie, 60° C), dans la litière, sous les feuilles, les morceaux de bois ou les pierres, dans les fissures du sol ou des rochers, dans les débris des bords de mer, sur les arbres, au niveau des racines des plantes, dans les mousses, dans les grottes, dans les nids d'animaux divers (abeilles, oiseaux, mammifères...), etc.

## Répartition
Il y a environ 4 054 espèces de pseudoscorpions actuellement connues, et de nouvelles espèces sont découvertes régulièrement. On les trouve partout dans le monde, depuis les régions tempérées jusqu'aux régions froides du Michigan et même au-delà de la limite des arbres des Montagnes Rocheuses du Wyoming, aux États-Unis. La plus grande densité et diversité de populations se trouve cependant dans les zones tropicales et inter-tropicales. Chelifer cancroides est une espèce que l'on trouve dans les maisons. D'autres espèces ont été trouvées sous l'écorce des arbres, sous les feuilles, dans la mousse, dans la litière des aiguilles de pin, dans le sol, sous les cailloux et dans les fentes des roches. La plus petite espèce mesure 0,7 mm de long (Apocheirium pelagicum du Vietnam), et la plus grande, 12 mm (Garypus titanius de l'île de l'Ascension).
760 espèces de pseudoscorpions sont présentes en Europe, ce qui en fait le continent avec la plus riche diversité connue actuellement. 
Les pseudoscorpions représenteraient un peu plus de 137 espèces en France. La taille de ces espèces est en général de 2 à 4 mm. Garypus beauvoisii est la plus grande espèce française. Cette espèce méditerranéenne mesure de 6 à 7 mm.

## Classification
- sous-ordre Epiocheirata Harvey, 1992
  -     - Chthonioidea
      - Chthoniidae
      - †Dracochelidae
      - Lechytiidae
      - Tridenchthoniidae

    - Feaelloidea
      - Feaellidae
      - Pseudogarypidae
- sous-ordre Iocheirata Harvey, 1992
  - Hemictenata
    - Neobisioidea
      - Bochicidae
      - Gymnobisiidae
      - Hyidae
      - Ideoroncidae
      - Neobisiidae
      - Parahyidae
      - Syarinidae

  - Elassommatina
    - Cheliferoidea
      - Atemnidae
      - Cheliferidae
      - Chernetidae
      - Withiidae

    - Sternophoroidea
      - Sternophoridae

  - Mestommatina
    - Garypoidea
      - Garypidae
      - Garypinidae
      - Geogarypidae
      - Larcidae

    - Cheiridioidea
      - Cheiridiidae
      - Pseudochiridiidae

    - Olpioidea
      - Menthidae
      - Olpiidae